# Копус, Николай Яковлевич
Николай Яковлевич Копус (27 ноября 1915, Петроград, Российская империя — ?) — советский футболист, защитник. Мастер спорта СССР.

## Биография
В начале карьеры играл за команду завода им. Карла Маркса на первенство Ленинграда по футболу и хоккею (1932—1936). В 1940 году играл за «Красную зарю» Ленинград, в следующем году перешёл в «Зенит», за который выступал до 1949 года, в 1949 году был капитаном команды. Играл правым защитником, часто подключался к атаке, обладал хорошим пасом и ударом. В 1950 году из-за туберкулёза лёгких стал инвалидом второй группы и был отчислен из команды. В 1950-е годы был тренером-организатором футбольной команды в Таврическом саду.
Похоронен на Большеохтинском кладбище.

## Достижения
- Обладатель Кубка СССР: 1944.